# SKC Paffrath
Der SKC Paffrath ist ein deutscher Kegelverein aus Bergisch Gladbach-Paffrath in Nordrhein-Westfalen.
Der SKC Paffrath gehört zu den erfolgreichsten deutschen Kegelvereinen. Er gewann achtmal die Deutsche Meisterschaft und viermal die Europameisterschaft im Scherenkegeln.